# Bonnier-Syndrom
Das Bonnier-Syndrom ist eine von Pierre Bonnier (1861–1918) im Jahre 1903 beschriebene Störung mit Schwindelgefühl, Nausea, Ängstlichkeit, Nystagmus und Hörstörungen, eventuell auch Okulomotoriusausfällen und Trigeminusneuralgie bei Schädigung der bulbopontinen Region, insbesondere des Nucleus Deiters bzw. des Nucleus vestibularis lateralis.
Abzugrenzen ist das Paratrigeminale Syndrom.